# Lomnický potok (přítok Svatavy)
Lomnický potok je levostranným přítokem Svatavy v okrese Sokolov v Karlovarském kraji. Délka toku měří 9,5 km.
Plocha povodí činí 16,9 km².

## Průběh toku
Potok pramení v Krušných horách, přibližně 1,5 km severovýchodně od malé vesnice Háj, části obce Jindřichovice. Jeho pramen se nachází na jižním svahu Vysoké jedle (735 m) v nadmořské výšce okolo 710 m. Od pramene teče potok jihovýchodním směrem k Horním Nivám, kde protéká několika menšími rybníky. Pokračuje k Dolním Nivám, nedaleko levého břehu roste mohutný památný strom Jirákova lípa. Směr toku se mění na jižní, v zatrubněném úseku pod podkrušnohorskou výsypkou směřuje do obce Lomnice. Středem obce teče k jejímu jižnímu okraji. To již opouští Krušné hory, přitéká do Sokolovské pánve a pokračuje do městyse Svatava. Zde se nedaleko kostela Neposkvrněného početí Panny Marie vlévá zleva do Svatavy na jejím 1,5 říčním kilometru.